# Полуянова (Вагайский район)
Полуянова — деревня в Вагайском районе Тюменской области, входит в состав Куларовского сельского поселения.

## География
Деревня находится недалеко от реки Полой, около деревни находиться Полуяновский бор. Автомобильное сообщение.

## Население
| 2010 |
| ---- |
| 3    |